# Francinilson Meirelles
Francinilson Santos Meireles (3 de mayo de 1990, São Luís, Maranhão, Brasil) es un futbolista brasileño que juega como medio volante izquierdo en el Alagoano de Brasil.

## Trayectoria
Inició en las básicas de Esporte Clube Bahia, aunque después del debut, jugaba de sustituto y en ocasiones se destacaba.
Antes de llegar al fútbol de México, era conocido por un famoso video en el cual intenta encarar a un adversario, pero finalmente tropieza ocasionando una fractura en su mano izquierda.
Es un mediocampista potente que se caracteriza por su buen regateo y su velocidad.
Fue adquirido por el Cruz Azul como refuerzo para el torneo de Clausura 2012.
Es un jugador rápido, joven, con una pierna izquierda potente. En su primera temporada con los Cementeros Maranhao tuvo una asociación importante con Christian Giménez, Emanuel Villa, Omar Bravo, Javier Aquino y Edixon Perea. En marzo del 2012 aprovechó el viaje de su equipo a Brasil, debido a su participación en la Copa Libertadores, para celebrar su boda en la ciudad de São Paulo. Ha mostrado destellos por la banda izquierda y transporta el balón con sutileza.
Tras no entrar en planes en el Cruz Azul, fue cedido al Atlético Paranaense, de su país en enero de 2013.

## Clubes
| Club                | País          | Año             |
| ------------------- | ------------- | --------------- |
| Esporte Clube Bahia | Brasil        | 2010 - 2011     |
| Cruz Azul           | México        | 2012            |
| Atlético Paranaense | Brasil        | 2013 - 2014     |
| Daejeon Citizen     | Corea del Sur | 2014            |
| Chapecoense         | Brasil        | 2015 - 2016     |
| Fluminense          | Brasil        | 2016 - 2017     |
| Ponte Preta         | Brasil        | 2017            |
| Goiás               | Brasil        | 2018            |
| Fluminense          | Brasil        | 2019            |
| Alagoano            | Brasil        | 2019 - Presente |